# كلوديا إيلينا أغيلا
كلوديا إيلينا أغيلا (ولدت في 29 أكتوبر 1972) هي سياسية مكسيكية منتسبة لحزب الثورة الديموقراطية. تشغل حاليًا منصب نائب المجلس التشريعي للكونغرس المكسيكي ممثلةً المقاطعة الفيدرالية.